# مراحل تطور مرض السرطان
مراحل تطوّر مرض السرطان هو عملية تحديد مدى تطوّر وانتشار السرطان في الجسم. تتم عملية تحديد تطوّر المرض بإعطاءه رقماً من 1 إلى 4، حيث 1 يعني أن السرطان معزول، و4 يعني أن السرطان قد انتشر إلى الحد الذي يمكن تقييمه. تحديد المرحلة عموماً يأخذ في الاعتبار حجم الورم ومدى عمق تغلغله في جدار تجويف العضو المصاب (كالأمعاء والمثانة البولية)، وما إذا كان قد انتشر إلى عضو متاخم، وعدد العقد اللمفاوية التي نقل لها (إن وجدت)، إضافة إلى ما إذا كان قد انتشر إلى أعضاء بعيدة.

## تشخيص السرطان
يُكتشف السرطان غالباً بإحدى ثلاثة طرق:
- عندما يُراجع المريض طبيبه بسبب أعراض مزعجة استمرَّت لفترة أطول من المألوف ولم تستجب للعلاج التقليدي.
- عندما يُكتشف صدفةً أثناء فحوص سريريَّة أو مخبريَّة أو شعاعيَّة تُجرى لهدف آخر.
- من خلال فحوص المسح والكشف المبكِّر التي تُجرَى على نطاق واسع لأشخاص لا يُعانون من أيِّ أعراض.

وبغضِّ النظر عن الطريقة التي اكتشف فيها السرطان أو اشتبه بوجوده من خلالها فإنَّ الخطوة التالية هي القيام بمزيد من الفحوص والاستقصاءات لتأكيد أو نفي التشخيص. تبدأ مقاربة مريض السرطان مثل بقيَّة الأمراض الأخرى بأخذ القصة المرضيَّة المُفصَّلة والفحص السريري الدقيق ليس فقط للعضو المصاب بل لكافة أجهزة الجسم، ومن ثمَّ يتمُّ الانتقال إلى التحاليل المخبريَّة والاستقصاءات الشعاعيَّة المناسبة ويمكن القيام بإجراءات عديدة مختلفة قد تشمل التنظير مثلاً وغيرها من المُقاربات التي يُحدِّدها الطبيب أو الفريق الطبي المشرف. وعلى كلِّ حال فإنَّ الهدف النهائي والرئيسي في أغلب الحالات هو اكتشاف مكان الورم وأخذ خزعات أو عيِّنات نسيجيَّة منه ودراستها مجهريَّاً من قبل طبيب التشريح المرضي لتقديم الجواب المُنتظَر: هل هذا سرطان أم لا؟
هناك ثلاثة تساؤلات رئيسيَّة يجب أن يجيب عنها الفريق الطبي المُشرف على متابعة المريض المُشتبه بإصابته بالسرطان: هل هذا المرض هو سرطان؟ وإذا كان سرطاناً ما هو نوعه وما هي مرحلته؟ وما هي خطِّة العلاج الملائمة لهذا النوع وهذه المرحلة وما هو الإنذار؟.
عادةً يحوي تقرير التشريح المرضي الأمور التالية:
- معلومات تعريفيَّة عامَّة عن اسم المريض والطبيب والمشفى ونوع الخزعة وعدد الخزع المأخوذة والعضو أو النسيج الذي أُخذت منه الخزعة.
- معلومات سريريَّة مُقدَّمة من الطبيب الذي أخذ الخزعة، مثلاً: «3 عقد لمفاويَّة مُستأصلة من منطقة الإبط عند مريضة لديها سرطان ثدي».
- التوصيف العياني: توصيف بالعين المُجرَّدة للعيِّنة، حجمها شكلها لونها قياسها.
- التوصيف المجهري: توصيف الخلايا والأنسجة مجهريَّاً، هل هي خلايا خبيثة شاذة أم طبيعيَّة وهل النسيج ورمي أم طبيعي.
- التشخيص النهائي: أهم مافي التقرير وفيه يضع المُشرِّح المرضي التشخيص النهائي، مثلاً «سرطان كولون من نوع أدينوكارسينوما يغزو العضليَّة».[بحاجة لمصدر]

## نظام تصنيف الورم والعقد والنقائل
يمكن تقسيم مراحل السرطان إلى المرحلة السريرية والمرحلة المرضية. في نظام تصنيف الورم والعقد والنقائل (ورم، عقدة، نقيلة)، تحدد مرحلة المرض ما إذا كانت سريرية أو مرضية بوضع حرف "c" (أي clinical - سريري) أو "p" (أي pathologic - مرضي)، على سبيل المثال، cT3N1M0 أو pT2N0.
- تعتمد المرحلة السريرية على كافة المعلومات المتوفرة قبل إجراء جراحة لإزالة الورم. وقد تشمل معلومات عن الورم متحصّلة من فحص سريري أو فحص أشعة أو تنظير داخلي.
- تضيف المرحلة المرضية معلومات إضافية مكتبسة من فحص الورم مجهرياً من قبل اختصاصي أمراض.

نظراً لكونها تستخدم معايير مختلفة، تختلف المرحلتان السريرية والمرضية غالباً. إذ تعتبر المرحلة المرضية أصدق من حيث التشخيص أنها تتيح إجراء فحوصات مباشرة للورم ومدى انتشاره، وهذا نقيض المرحلة السريرية التي تكون محدودة بحقيقة أن المعلومات تتوفر من الملاحظة غير المباشرة للورم الموجود في الجسم. ينبغي أن تكون المرحلتان السريرية والمرضية مكملتان لبعضهما البعض.
أضافة لذلك، تسبق الجراحة عادة إجراءات علاجية أخرى كالعلاج الكيميائي والعلاج الإشعاعي، وهذه المعالجات تقلص الورم، لذا قد لا تكون المرحلة المرضية دقيقة من حيث تقييم وتشخيص المرض. 

يستخدم هذا النظام لتحديد مرحلة المرض لمعظم أنواع السرطان ما عدا أورام المخ وسرطان الدم.

## اعتبارات هامة في تحديد مراحل المرض
إن تحديد مرحلة المرض الصحيحة أمر بالغ الأهمية، لأن العلاج (خاصة الحاجة لعلاج قبل الجراحة و\أو العلاج المساعد، أو درجة الجراحة المطلوبة) يعتمد بشكل عام على هذه العوامل. لذا، إن تحديد مرحلة العلاج غير الصحيحة قد تقود إلى معالجة غير ملائمة.
بالنسبة لبعض أنواع السرطان الشائعة، تكون عملية تحديد المرحلة واضحة. على سبيل المثال، في حالات سرطان الثدي وسرطان البروستات، يمكن للأطباء تحديد السرطان مبكراً ومدى خطورة الورم المكتشف.
في مثل هذه الحالات، ينصح الاختصاصيون بعدم استخدام تصوير مقطعي محوسب أو تصوير مقطعي بالإصدار البوزيتروني أو أشعة ملونة لأن الأبحاث أظهرت خطورة هذه الإجراءات قد تفوق منافعها. من المشاكل المرتبطة بالفحوصات المفرطة، أن يتلقى المريض معالجات مفرطة وقد يتعرض لإشعاعات لا لزوم لها، وقد يحصل أيضاً خطأ في التشخيص.

## أهداف نظام تصنيف السرطان
تحديد مرحلة الورم الخبيث أمر ضروري لسببين اثنين:
1. وضع خطة علاج ملائمة
2. محاولة تحديد إنذار المرض

فطريقة علاج السرطان تختلف اختلافاً جذريَّاً بحسب مرحلته، وبشكل عام إذا كان الورم في مرحلة مُتقدِّمة ومنتشراً لأعضاء أخرى فالعلاج سيكون تلطيفي لتخفيف الأعراض ومحاولة تحسين نوعيِّة حياة المريض فقط، أمَّا إذا كان هناك أمل بالشفاء التام فيمكن حينها اللجوء إلى مقاربات علاجية أكبر وجراحات أوسع حتى لو كانت ستسبِّبُ ألماً وعجزاً للمريض «فقد أكَّدت العديد من الدراسات أنَّ أغلب المرضى يوافقون على تداخلات علاجيِّة أكبر ويتقبَّلون ألماً وعجزاً أكثر إذا كان هناك أمل في الشفاء التام».
كذلك فإنذار المرض واحتماليِّة النجاة والشفاء تتباين بشدِّة باختلاف مرحلة الورم ومدى انتشاره، فقد ذُكر مثلاً أنَّ معدَّل النجاة من سرطان الثدي في الولايات المتحدة بين أعوام 2000 – 2007: لمرضى المرحلة الأولى stage1: 99%، ولمرضى المرحلة الثانية stage2: 93%، ولمرضى المرحلة الثالثة stage3: 72%، ولمرضى المرحلة الرابعة stage4: 22%.

## طرق تحديد مراحل السرطان
هناك عدِّة طرق لتصنيف السرطان وتحديد درجته، ولكنَّ النظام الذي يحظى بقبول واسع عالميَّاً بسبب بساطته وسهولته من جهة وفائدته ودقَّته من جهة أخرى هو نظام TNM الذي تمَّ تطويره من قبل الرابطة الأمريكية المُشتركة للأورام American Joint Committee on Cancer AJCC ويتم تحديثه بشكل دوري كل 6 – 8 سنوات ويعتمد على ثلاثة نقاط: حجم الورم وانتشاره الموضعي، إصابة العقد اللمفاويَّة المجاورة، انتقال الورم لأعضاء أخرى:
- T: Tumor size: وتشير إلى حجم الورم البدئي وامتداده الموضعي ضمن البنى والنسج المجاورة، ويمكن أن تأخذ عدة درجات مثل: T1 ، T2 ، T3 ، T4، ويستخدم أحياناً Tx في حال تعذُّر تحديد حجم الورم وامتداده وT0 إذا كان لايوجد أي دلائل على وجود الورم البدئي وTis للإشارة للسرطان اللابد أو المحدود موضعياً ضمن المحفظة وفي بعض الأورام يوجد تصنيفات فرعيَّة ضمن هذا التصنيف الرئيسي مثل: T2 a وT2 b.
- N: Lymph Nodes: وتشير إلى إصابة أو سلامة العقد اللمفاوية بالخباثة وعدد ومستوى العقد المصابة وتقسم عادةً لأربع درجات: N0 ، N1 ، N2 ، N3 فكلَّما زاد الرقم دلَّ على وجود عدد أكبر ومستويات أكثر من العقد المصابة وتُشير Nx إلى تعذُّر معرفة أو تحديد حالة العقد اللمفاوية.
- M: Metastasis: وتشير إلى انتقال الورم أو عدم انتقاله إلى أعضاء بعيدة وتقسم لدرجتين فقط: M0، M1.

تُجمع النقاط الثلاثة للحصول على مرحلة الورم Stage وهي أيضاً أربع درجات: I ، II ، III ، IV
ولنأخذ المثال التالي عن كيفية تصنيف سرطان المثانة:
T: حجم الورم وامتداده في جدار المثانة
- T1 الورم في الطبقة السطحية التي تُبطِّن المثانة (طبقة الخلايا الانتقاليَّة)
- T2 الورم في الطبقة العضليَّة
- T3 الورم في الطبقة الشحميَّة التي تحيط بالعضلات
- T4 الورم وصل لأعضاء وأنسجة خارج المثانة

N: حالة العقد اللمفاويَّة المجاورة
- N0 الورم لم يغزو أيّ عقد لمفاويَّة
- N1 الورم انتقل لعقدة لمفاويَّة واحدة في الحوض الحقيقي
- N2 الورم انتقل لعقدتين لمفاويتيّن أو أكثر في الحوض الحقيقي
- N3 الورم انتقل لعقد لمفاويَّة حول الشريان الحرقفي الأصلي

M: انتقال الورم لأعضاء أخرى
- M0 الورم لم ينتقل إلى أعضاء أخرى غير المثانة
- M1 الورم انتقل إلى أعضاء أخرى أو عقد لمفاويَّة بعيدة

## أنظمة تصنيف أخرى
هناك تصنيفات أخرى كانت مستخدمة على نطاق واسع في الماضي ومازال بعضها يُستخدم حالياً  مثل:
- نظام Dukes System لتصنيف سرطان الكولون والمستقيم.
- نظام FIGO لتصنيف أورام الأعضاء التناسلية عند النساء والذي طوَّرته الجمعية الأمريكيَّة لأطباء النسائيَّة والتوليد.

هذه التصنيفات السابقة TNM، DUKES، FIGO جميعها تصنيفات سريريَّة تعتمد على وسائل شعاعيَّة وجراحيَّة ومخبريَّة وسريريَّة لوضعها، وهناك تصنيفات نسيجيَّة للأورام يضعها طبيب التشريح المرضي لها فائدة كبيرة أيضاً في اقتراح خطِّة العلاج وتوقِّع إنذار المرض منها تحديد الدرجة Grade وتعتمد على درجة تمايز الخلايا الورمية فكلَّما كانت الخلايا أكثر تمايزاً وأقرب إلى خلايا النسيج الطبيعي الذي نشأت منه يكون الورم أقل عدوانيَّة وأسهل علاجاً بينما تكون الخلايا الورميَّة غير المتمايزة نهائياً أكثر خباثة وقدرة على الغزو والانتشار وهكذا يُصنِّف طبيب التشريح المرضي خلايا الورم الذي درسه مجهريَّاً إلى:
- جيدة التمايز
- متوسِّطة التمايز
- سيئة التمايز

أو ببساطة أكثر Grade : 1 – 2 – 3 – 4